# Real Madrid Baloncesto 1992-1993
Questa voce raccoglie le informazioni riguardanti il Real Madrid Baloncesto nelle competizioni ufficiali della stagione 1992-1993.

## Stagione
La stagione 1992-1993 del Real Madrid Baloncesto è la 37ª nel massimo campionato spagnolo di pallacanestro, la Liga ACB.
All'inizio della nuova stagione la Federazione decise di modificare il regolamento riguardo al numero di giocatori stranieri consentiti per ogni squadra che così venne allargato a tre.

## Roster
Aggiornato al 4 dicembre 2021.
| Real Madrid Teka 1992-93 | Real Madrid Teka 1992-93 |
| Giocatori                | Staff tecnico            |
| ------------------------ | ------------------------ |

| N. | Naz.                                  | Ruolo | Nome                | Anno | Alt.   | Peso   |  |
| -- | ------------------------------------- | ----- | ------------------- | ---- | ------ | ------ |  |
| 4  | Spagna (bandiera)                     | P     | José Lasa           | 1973 | 181 cm |        |  |
| 5  | Spagna (bandiera)                     | PG    | Ismael Santos       | 1972 | 194 cm | 90 kg  |  |
| 5  | Spagna (bandiera)                     | G     | José María Silva    | 1972 | 192 cm |        |  |
| 6  | Spagna (bandiera)                     | C     | Fernando Romay (C)  | 1959 | 213 cm | 110 kg |  |
| 7  | Russia (bandiera) · Spagna (bandiera) | AP    | José Biriukov       | 1963 | 194 cm | 84 kg  |  |
| 8  | Stati Uniti (bandiera)                | AC    | Joe Wallace         | 1965 | 202 cm |        |  |
| 8  | Spagna (bandiera)                     | C     | Nacho Romero        | 1973 | 212 cm | 98 kg  |  |
| 9  | Spagna (bandiera)                     | P     | José Miguel Antúnez | 1967 | 183 cm | 79 kg  |  |
| 11 | Stati Uniti (bandiera)                | AC    | Rickey Brown        | 1958 | 207 cm | 98 kg  |  |
| 12 | Lituania (bandiera)                   | C     | Arvydas Sabonis     | 1964 | 222 cm | 132 kg |  |
| 13 | Spagna (bandiera)                     | AG    | Pep Cargol          | 1968 | 203 cm | 105 kg |  |
| 14 | Stati Uniti (bandiera)                | A     | Mark Simpson        | 1961 | 203 cm |        |  |
| 15 | Spagna (bandiera)                     | C     | Antonio Martín      | 1966 | 210 cm | 104 kg |  |
| -  | Spagna (bandiera)                     | P     | David Brabender     | 1970 | 182 cm |        |  |

| Allenatore                                                           |
| - / Clifford Luyk                                                    |
| Assistente/i                                                         |
| - Tirso Lorente Legenda - (C) Capitano - (IN) Inattivo - Infortunato |

## Mercato

### Sessione estiva
| Acquisti | Acquisti        | Acquisti         | Acquisti   | Acquisti |
| R.a      | Nome            | da               | Modalità   |          |
| -------- | --------------- | ---------------- | ---------- | -------- |
| P        | José Lasa       | Guadalajara      | definitivo |          |
| PG       | Ismael Santos   | Guadalajara      | definitivo |          |
| C        | Arvydas Sabonis | Valladolid       | definitivo |          |
| P        | David Brabender | Collado Villalba | definitivo |          |

| Cessioni | Cessioni           | Cessioni       | Cessioni       | Cessioni |
| R.       | Nome               | a              | Modalità       |          |
| -------- | ------------------ | -------------- | -------------- | -------- |
| P        | José Luis Llorente | Andorra        | fine contratto |          |
| AP       | Enrique Villalobos | Saski Baskonia | fine contratto |          |
| AC       | Ricardo Peral      | Guadalajara    | prestito       |          |
| C        | Tomás González     | Ourense        | fine contratto |          |

### Dopo l'inizio della stagione
| Acquisti | Acquisti    | Acquisti | Acquisti   | Acquisti   |
| R.       | Nome        | da       | Data       | Modalità   |
| -------- | ----------- | -------- | ---------- | ---------- |
| AC       | Joe Wallace | Melilla  | marzo 1993 | definitivo |

| Cessioni | Cessioni    | Cessioni   | Cessioni   | Cessioni       |
| R.       | Nome        | a          | Data       | Modalità       |
| -------- | ----------- | ---------- | ---------- | -------------- |
| AC       | Joe Wallace | Free agent | marzo 1993 | fine contratto |